# 北九州スペシャル
北九州スペシャル（きたきゅうしゅうスペシャル）は、NHK北九州放送局が2011年度まで不定期に福岡県北九州・筑豊地域向けに放送した地域番組である。
2009年度に編成された『キタキューモード』についても、この項で併せて述べる。

## 概要
基本的には『九州沖縄スペシャル』の北九州局版であり、北九州・筑豊・山口県下関市エリアに特化した様々な内容となっていた。
しかし、北九州局は長年のNHKリストラにより現在は中小規模局化したことから、毎月ではなく、その時々に放送すべきテーマが見つかったら放送するといった感じで編成されており、時間も一定ではない。基本的には『九州沖縄スペシャル』の差し替えで金曜20時から43分間の放送となっているが、それ以外の枠でも編成されることがある。
ただ2009年度に入ると、それまで減らされる一方であった地域放送の予算が増やされたことから、放送回数が増える傾向にあったものの、それによって『九州沖縄スペシャル』の定番企画（武田鉄矢のただいま!、林家三平のテツタビ、トンコツTV）が放送されなくなる事態も出てきた。その場合は日曜朝の再放送が本放送扱いとなるものの、1週間以上遅れての放送となることも珍しくなかった。
編成の都合などもあり2011年10月14日の「北九州のチカラ　～3.11を越えて、明日へ～」が最後の企画となり終了。2012年度は枠を『特報フロンティア』に移し、県域分を差し換える形で後継番組『北九州×クロス』をスタートさせた。
2021年4月10日には、北九州放送局の開局90周年記念番組として一度だけ『北九州スペシャル』が復活し、「コロナに負けないぞ〜木屋瀬小学校の１年〜」として放送された。この番組は同年8月18日にも、『NHK地域局発』の枠で全国放送された。

## 放送された主な企画
桜の思い出
元は夕方のニュース番組（NEWSシャトル北九州→こんばんは北九州）における春季定番企画で、視聴者から桜にまつわる様々なエピソードを募集するというもの。その総集編。2009年は4月3日に放送されたが、このときは林家いっ平の三平襲名後初となる「テツタビ」が差し替え対象となった。
戦争証言企画
NHK全体で取り組んでいる戦争証言プロジェクトの一環で、北九州市がかつて軍事都市であったことから、その歴史を振り返り、同じ事態を二度と繰り返さないようにするためには何が必要かを考えることも狙いとする。
証言 私の12・8
2008年12月26日 17:05-17:58放送。太平洋戦争の開戦を、どこでどのようにして迎え、戦争が後の人生にどのような影響を与えたかを証言してもらった番組。また、NHKが現在版権を持つ当時の日本ニュースから、軍事都市北九州を取り上げた作品が紹介された。スタジオ進行は井原陽介アナウンサー。
証言 北九州空襲
2009年6月26日放送。これも「テツタビ」差し替え。B29による日本本土空襲の最初となったのは今の北九州市だった。当時の小倉市、八幡市などが相次いで空爆され、市民に多くの犠牲が出た。生き残った人たちの証言などから、放送から65年前に起こった空襲について考える内容となった。
Jへの道 〜ニューウェーブ・前期をふりかえる〜
2009年7月3日 20:00-20:43放送。この時は「トンコツTV」が初めて差し替えられた。北九州局が取材・支援を続け、試合中継も行っているサッカーJFL所属・ニューウェーブ北九州（当時、現・ギラヴァンツ北九州）の前半戦を振り返り、目標とするJリーグ昇格に向けて後半戦の課題を検証した。ゲストは与那城ジョージ監督、桑原裕義主将、佐野裕哉選手。進行はサッカー担当の垂水千佳キャスター。

## キタキューモード
2009年度に編成された実験型バラエティ番組。
『なんしよ〜ん!?北九州』終了後、ニュース以外の本格的な自局制作番組（主にバラエティ）を制作していなかった北九州局にとっては、久々の大型プロジェクトである。
開始にあたっては、エリア内の視聴者に街頭などでアンケートをとった上で、様々な企画を用意した。しかし、実験的な要素を多分に含んでおり、毎回の内容は特にこれといって固まってはいない。第1回で民話朗読を担当した三上たつ次チーフアナウンサーが、翌月の異動で初任地佐賀へ転勤となったのも、その一例である。従って、番組ホームページでも、具体的なコーナーの説明はなされていなかった。
進行は井原陽介アナウンサー。なお、原田徹チーフアナウンサー、後藤理アナウンサーもコーナー担当など裏方としてかかわっている。なお一部の企画は2010年度北九州スペシャル本体に引き継がれる予定。
- テーマ曲：「1001のバイオリン」（ザ・ブルーハーツ）

1. 2009年5月8日 20:00 - 20:43（本放送）、5月17日 14:05 - 14:50（再放送、実際には豚由来新型インフルエンザ関連ニュースの影響で繰り下げ）
本放送は「ただいま!」森口博子の回を差し替え。なお同番組は全国放送『クイズでGo! ローカル線の旅』を差し替えたものである。
2. 2009年8月22日 10:05 - 10:48
当初は7月31日の20:00 - 20:43に放送を予定していたが、『九州沖縄スペシャル』で戦争と平和を考える企画が組まれたことから、異例の土曜午前放送となった。
3. 2010年3月12日（前編） 20:00 - 20:43
4. 2010年3月19日（後編） 20:00 - 20:43
「まちうた大集合」。自分たちが住む町を歌った“まちうた”を紹介する企画で、前編は北九州市を題材にした4曲、後編は北九州・筑豊を題材にした4曲を取り上げた。後編は『林家三平のテツタビ』を差し替え（『テツタビ』そのものも『クイズでGo!』の差し替え）。
  - 司会：井原に加え安部敏恵キャスター
  - 前編ゲスト：香田晋、トコ、大内義昭